# Menhir de Carquitté
Le menhir de Carquitté est situé à Hillion dans le département français des Côtes-d'Armor.

## Description
Le menhir fut découvert couché et enterré en 1966. Il mesure 4,10 m de longueur, redressé il dépasse de 2,50 m du sol. Il est en granite. Il comporte « quatre creux en ligne qui semblent être des traces d'une tentative de débitage ». Il a probablement été abattu à l'époque gallo-romaine.